# Новомиколаївська селищна рада (Верхньодніпровський район)
Новомикола́ївська се́лищна ра́да — колишній орган місцевого самоврядування у колишньому Верхньодніпровському районі Дніпропетровської області. Адміністративний центр — селище міського типу Новомиколаївка. Заснована у 1800 роках (Достовірно не відомо) поміщиком Висоцьким. 

## Загальні відомості
- Населення ради: 4 622 особи (станом на 2001 рік)

## Розташування
Новомиколаївська селищна рада була розташована на сході Верхньодніпровського району
На заході територія ради межувала з Першотравенською сільською радою, на півдні — з територією Верхівцівської міськради.
на сході — з Дніпровською селищною радою та Криничанським районом.

## Територія
Загальна територія селищної ради — 7 002,2 га. З них:
- Під забудовою — 150,2 га
- Ставків − 9,5 га (7 штук)
- Ріллі — 3431,2 га.
- Пасовищ — 57,2 га.
- Заказники, заповідники, рекреаційні зони — 6,5 га.

## Населені пункти
Селищній раді підпорядковані населені пункти:
- смт Новомиколаївка
- с. Братське
- с. Воєводівка
- с. Чепине
- с. Чкаловка

## Склад ради
Рада складається з 20 депутатів та голови.
Позачергові вибори голови ради призначені на 25.05.2014

### Керівний склад попередніх скликань
| Прізвище, ім'я, по батькові   | Основні відомості                                                                    | Дата обрання | Дата звільнення |
| ----------------------------- | ------------------------------------------------------------------------------------ | ------------ | --------------- |
| Загурський Володимир Іванович | Селищний голова, 1955 року народження, член Всеукраїнського об'єднання «Батьківщина» | 26.03.2006   | 02.06.2010      |
| Сіренко Володимир Олексійович | Селищний голова, 1943 року народження, освіта вища, член Партії регіонів             | 31.10.2010   | 31.05.2013      |

Примітка: таблиця складена за даними сайту Верховної Ради України

### Депутати

#### V скликання
До сільської ради входило 28 депутатів.
За результатами виборів 26 березня 2006 року сформували:
- 6 депутати від Народної партії;
- 5 депутатів від Партії регіонів;
- 4 депутати від Політичної партії «Всеукраїнське об'єднання „Громада“»;
- 3 депутати від Комуністичної партії;
- 1 депутат від Партії пенсіонерів України;
- 9 позапартійних депутатів

З них жінок — 17, чоловіків — 11.

#### VI скликання
Кількісний скдад ради зменшено до 20 депутатів.
За результатами місцевих виборів 2010 року депутатами ради стали:

##### За суб'єктами висування
| Суб'єкт висування | Кількість обраних депутатів | %  |
| ----------------- | --------------------------- | -- |
| Партія регіонів   | 17                          | 85 |
| Самовисування     | 3                           | 15 |

##### За округами
| № округу        | Прізвище, ім'я, по батькові          | Дата визнання обраним | Освіта             | Партійна приналежність        | Відомості про обраного депутата                        |
| --------------- | ------------------------------------ | --------------------- | ------------------ | ----------------------------- | ------------------------------------------------------ |
| Партія регіонів |                                      |                       |                    |                               |                                                        |
| 1               | Кучер Володимир Олександрович        | 03.11.2010            | вища               | член Партії регіонів          | Новомиколаївський будинок культури, директор           |
| 2               | Палагута Юрій Олександрович          | 03.11.2010            | вища               | член Партії регіонів          | пенсіонер                                              |
| 3               | Персан Ірина Ігорівна                | 03.11.2010            | вища               | член Партії регіонів          | Новомиколаївська селищна рада, юрист                   |
| 4               | Капінус Тетяна Іванівна              | 03.11.2010            | вища               | член Партії регіонів          | Новомиколаївська селищна рада, головний бухгалтер      |
| 5               | Чуйко Едуард Віталійович             | 03.11.2010            | вища               | член Партії регіонів          | приватний підприємець                                  |
| 7               | Окатий Григорій Васильович           | 03.11.2010            | середня            | член Партії регіонів          | пенсіонер                                              |
| 9               | Сокровіщук Олена Іванівна            | 03.11.2010            | середня            | член Партії регіонів          | Новомиколаївська селищна рада, інспектор ВОС           |
| 11              | Лихолат Лариса В'ячеславівна         | 03.11.2010            | середня            | член Партії регіонів          | Новомиколаївська лікарська амбулаторія, медична сестра |
| 12              | Лимаренко Тетяна Вікторівна          | 03.11.2010            | середня            | член Партії регіонів          | Новомиколаївська тублікарня, медична сестра            |
| 13              | Дідик Ольга Анатоліївна              | 03.11.2010            | вища               | член Партії регіонів          | Новомиколаївська селищна рада, бухгалтер               |
| 14              | Басій Наталія Костянтинівна          | 03.11.2010            | середня            | член Партії регіонів          | Новомиколаївська селищна рада, бухгалтер               |
| 15              | Славгородський Володимир Миколайович | 03.11.2010            | вища               | член Партії регіонів          | ПП «СТДТранс», головний інженер                        |
| 16              | Козаченко Ганна Павлівна             | 03.11.2010            | вища               | член Партії регіонів          | Новомиколаївська загальноосвітня школа № 2, директор   |
| 17              | Самусенко Федір Федорович            | 03.11.2010            | вища               | член Партії регіонів          | Придніпровська залізниця, моторист                     |
| 18              | Кравченко Олександр Анатолійович     | 03.11.2010            | вища               | член Партії регіонів          | ВАТ"ПридніпКПК", столяр                                |
| 19              | Матвієнко Ольга Олександрівна        | 03.11.2010            | вища               | член Партії регіонів          | приватний підприємець                                  |
| 20              | Мякотіна Таміла Яківна               | 03.11.2010            | вища               | член Партії регіонів          | Новомиколаївська тублікарня, головний бухгалтер        |
| Самовисування   |                                      |                       |                    |                               |                                                        |
| 6               | Кумпан Ігор Володимирович            | 03.11.2010            | вища               | позапартійний                 | Придніпровська залізниця, майстер                      |
| 8               | Креп Наталія Анатоліївна             | 11.08.2014            | середня спеціальна | Новомиколаївська селищна рада | секретар-друкарка                                      |
| 10              | Бондар Валентина Василівна           | 03.11.2010            | вища               | позапартійна                  | Новомиколаївська лікарська амбулаторія, сімейний лікар |

## Виноски
1. ↑  Керівний склад попередніх скликань ради на сайті Верховної Ради України
2. ↑  Секретарі попередніх скликань ради на сайті Верховної Ради України
3. ↑  Архівована копія. Архів оригіналу за 11 грудня 2013. Процитовано 19 лютого 2011.{{cite web}}:  Обслуговування CS1: Сторінки з текстом «archived copy» як значення параметру title (посилання)
4. ↑  Новомиколаївська селищна рада. Результати виборів депутатів. ЦВК. Архів оригіналу за 24 травня 2015. Процитовано 24 травня 2015.